# Saint-Juéry (Tarn)
Saint-Juéry is een gemeente in het Franse departement Tarn (regio Occitanie). De plaats maakt deel uit van het arrondissement Albi. Saint-Juéry telde op 1 januari 2022 6.575 inwoners.

## Geschiedenis
Het middeleeuwse dorp lag op een hoogte boven de Tarn. Door de komst van industrie in de loop van de 19e eeuw verschoof het zwaartepunt van de gemeente naar de vlakte van de Tarn. In 1824 werd een fabriek geopend aan een stroomversnelling op de Tarn (Le Saut du Tarn) waar metalen werktuigen werden geproduceerd. Vanaf 1882 kwam er een hoogoven en werd er staal geproduceerd. In 1898 kwam er een waterkrachtcentrale die de fabriek en de gemeente van elektriciteit voorzag. In 1925 werkten er 2.500 mensen in de fabriek maar vanaf de jaren 1950 gingen de zaken achteruit. De fabriek sloot in 1983 de deuren en herbergt sinds 1995 een museum.

## Geografie
De oppervlakte van Saint-Juéry bedroeg op 1 januari 2022 9,21 vierkante kilometer; de bevolkingsdichtheid was toen 713,9 inwoners per km². De gemeente strekt zich uit over de linkeroever van de Tarn, tegenover Arthès en ten noordoosten van Albi.
De onderstaande kaart toont de ligging van Saint-Juéry met de belangrijkste infrastructuur en aangrenzende gemeenten.

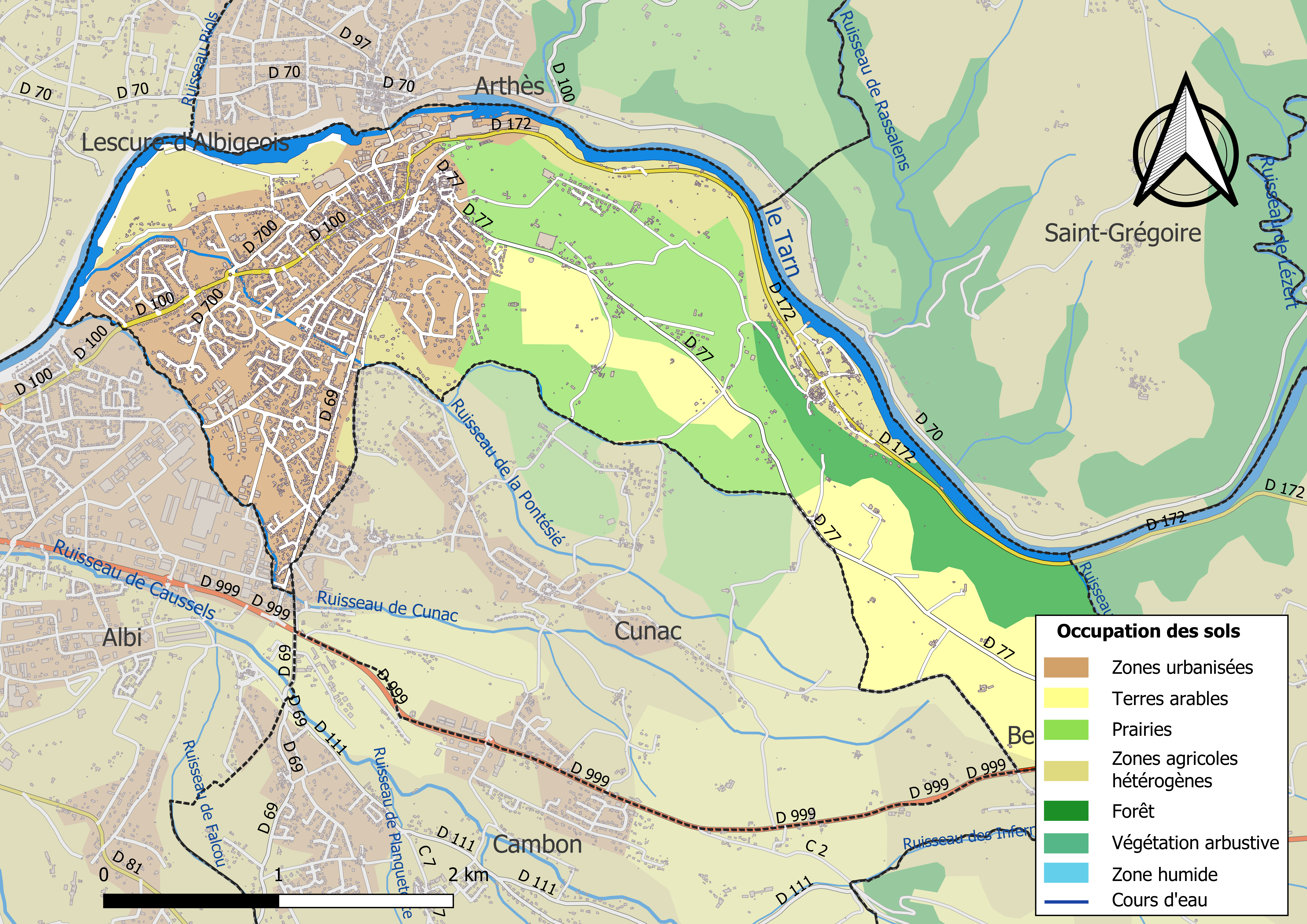

## Demografie
Onderstaande figuur toont het verloop van het inwonertal (bron: INSEE-tellingen).